# Bolesław Dedo
Bolesław Dedo (zm. 7 czerwca 1998) – polski przedsiębiorca, prezes spółdzielni „Przyszłość” w Radomiu. W okresie Polski Ludowej skazany na karę śmierci w tzw. „aferze skórzanej”.

## Życiorys
Po wojnie wspólnie ze znajomymi założył spółdzielnię pracy „Przyszłość”, która na wsiach skupowała skóry, obrabiała je i odsprzedała państwowym fabrykom. W 1960 został oskarżony w trybie doraźnym o nadużycia gospodarcze, przynoszące gospodarce kraju straty rzędu 16 milionów ówczesnych złotych i skazany na karę śmierci. Spędził w celi śmierci 88 dni. W tym czasie ani minister sprawiedliwości, ani I prezes Sądu Najwyższego nie skorzystali z prawa wniesienia rewizji nadzwyczajnej. Wyłącznie dzięki osobistej interwencji ówczesnego prokuratora generalnego prof. Andrzeja Burdy uzyskał zamianę kary śmierci na karę dożywotniego więzienia. Prokurator generalny uczynił to z własnej inicjatywy i bez wymaganej w systemie nomenklatury komunistycznej konsultacji, za co został zwolniony ze stanowiska.
Dopiero po śmierci Bolesława Dedy Sąd Najwyższy uchylił ciążący na nim wyrok.